# Csiky Sándor
Csiky Sándor (Eger, 1805. február 28. – Eger, 1892. február 7.) magyar politikus, parlamenti képviselő.

## Családja
Az erdélyi örmény Csiki / Csiky  család leszármazottja. 
Egerben végezte el az elemi iskoláit. 1812/1813-as tanévvel kezdte meg a gimnáziumi éveit. Az 1815/16-os tanév idejére elhagyta a jezsuita gimnáziumot. 1818-ban fejezte be a gimnáziumi tanulmányait Egerben. 1818–1820 között az egri líceumban a filozófiai iskola növendéke volt. Az 1820/1821-es tanévtől joghallgató volt. 1822-ben fejezte be tanulmányait az egri jogakadémián. Tanulmányai után édesapja Neumayer Ferenchez küldte Pécskára. Két évet töltött ott írnokként. 1824-ben Vitkovics Mihály ügyvédi irodájában lett jurátus. 1825-ben átköltözött Pozsonyba. 1826-ban ügyvédi oklevelet kapott kitünő eredménnyel. 

## Életpályája
Fiatal ügyvédként bekapcsolódott Eger politikai életébe. 1837-től Eger város hivatalos ügyvédje volt. 1848-ban képviselő volt. Végigharcolta az 1848–49-es forradalom és szabadságharcot. 1851. szeptember 13-án a halálbüntetését 6 éves várfogságra módosították. 1860-tól Eger polgármestere volt. 1861-ben Határozati Párti országgyűlési képviselő volt. 1865-től 1875-ig folyamatosan Eger országgyűlési képviselője volt előbb a Szélsőbal, majd a 48-as Párt színeiben. 1869-ben városi kezelésbe vették az egri egyházi iskolákat. 1878-ban Gáspárdy Gyulával megalapította az Egri Színkör részvénytársulatot.
A nemzeti függetlenségi törekvések egyik lelkes híve, a Habsburg uralom és az egyházi befolyás ellenfele. Nem szavazta meg a kiegyezést. A parlamentben mindig radikális álláspontot képviselt.

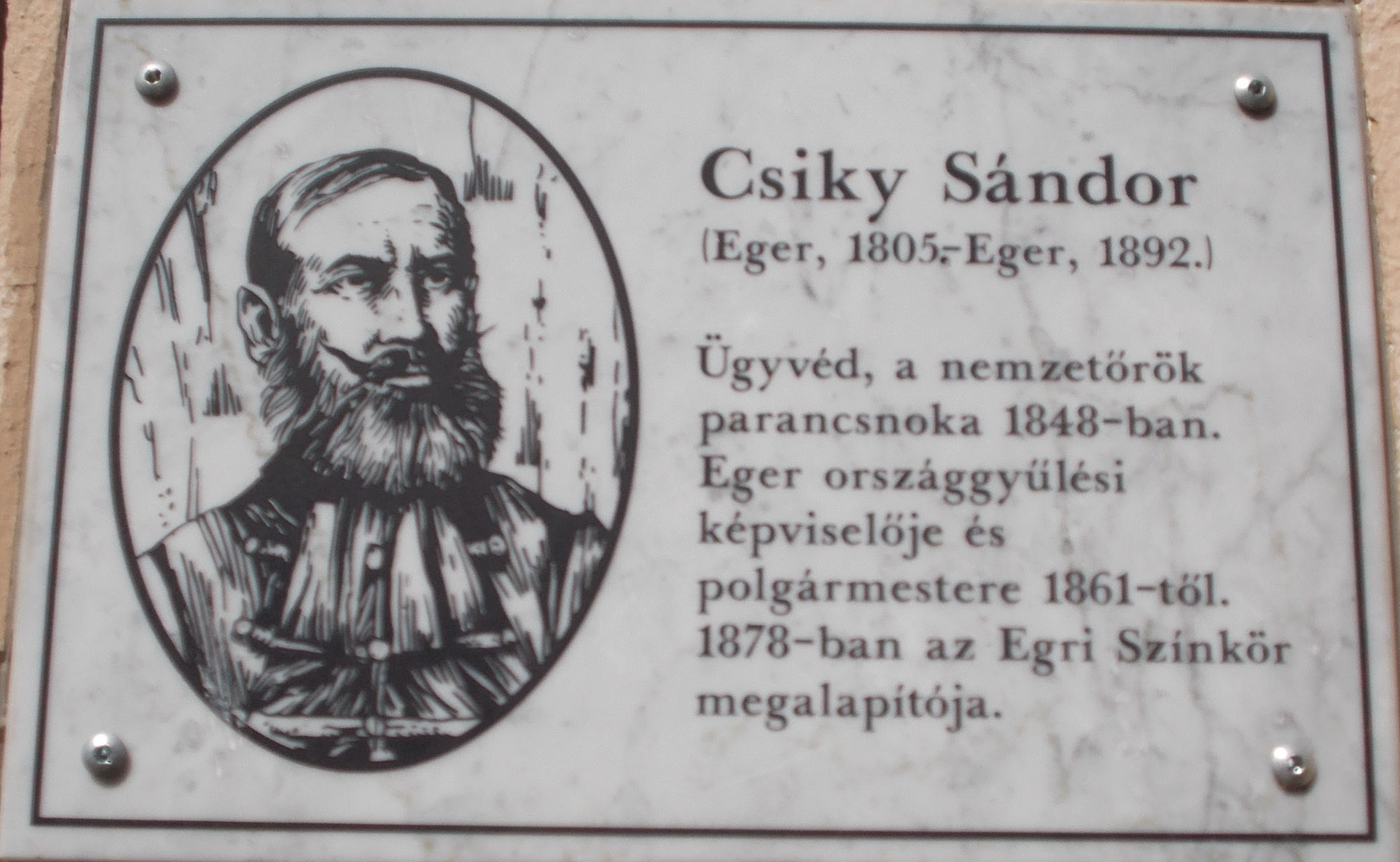
Csiky Sándor emléktábla (Eger, Csiky Sándor u. 2.)

## Magánélete
1829. január 14-én házasságot kötött Gondos Máriával.